# Soldier (Pensilvânia)
Soldier é uma comunidade sem personalidade jurídica no condado de Jefferson, no estado norte-americano da Pensilvânia.

## História
Um correio foi estabelecido em Soldier em 1899 e permaneceu em operação até 1944. A comunidade leva o nome do riacho Soldier Run, nas proximidades.